# Los del Río
Los del Rio (výslovnost: [ˈloz ðel ˈri.o], či The Del Rios) je španělské latinské popové a taneční duo, které v roce 1962 vytvořili členové Antonio Romero Monge (* 1947) a Rafael Ruíz Perdigones (* 1948) ve městě Dos Hermanas. Duo je známo jejich „treskotovaným“ singlem „Macarena“, který byl původně vydán počátkem roku 1994. Skladba byla úspěšná po celém světě.